# Zachary Nees
Zachary Nees (22 de marzo de 1991) es un deportista estadounidense que compitió en saltos de trampolín. Ganó una medalla de bronce en los Juegos Panamericanos de 2015, en la prueba sincronizada.

## Palmarés internacional
| Juegos Panamericanos | Juegos Panamericanos | Juegos Panamericanos | Juegos Panamericanos |
| Año                  | Lugar                | Medalla              | Prueba               |
| -------------------- | -------------------- | -------------------- | -------------------- |
| 2015                 | Toronto (Canadá)     | Medalla de bronce    | Trampolín 3 m sincro |